# Hochzeit auf den ersten Blick
Hochzeit auf den ersten Blick ist eine Doku-Soap, die seit 2014 von Sat.1 ausgestrahlt wird. Das Konzept stammt von der dänischen Sendung Gift Ved Første Blik, wo die Sendung erstmals 2013 auf DR3 ausgestrahlt wurde. Die erste Staffel von Hochzeit auf den ersten Blick wurde am frühen Sonntagabend erstausgestrahlt, während die aktuelle Erstausstrahlung am Montag zur Hauptsendezeit erfolgt. 

## Konzept
In jeder Staffel der Sendung werden nach mehreren Castingdurchgängen von Experten vier oder sechs Paare zusammengestellt, die bei ihrem ersten Zusammentreffen in einem Standesamt eine rechtsgültige Ehe eingehen. Anschließend wird gezeigt, wie die Paare Hochzeitsreise und Alltag miteinander verbringen. Nach sechs Wochen steht die Entscheidung an, ob sie sich wieder scheiden lassen wollen.
Die englischsprachige Variante Married at First Sight, gibt es als TV-Format in Großbritannien (Channel 4), den USA (A&E Networks) und Australien (Nine Network). Dabei werden Sendungen, die in den USA entstanden, auch in Großbritannien ausgestrahlt.

## Ergebnis

### Übersicht
| Staffel | Jahr  | Paare | Anzahl Scheidungen |
| ------- | ----- | ----- | ------------------ |
| 1       | 2014  | 4     | 4                  |
| 2       | 2015  | 4     | 4                  |
| 3       | 2016  | 4     | 3                  |
| 4       | 2017  | 5     | 5                  |
| 5       | 2018  | 6     | 6                  |
| 6       | 2019  | 6     | 6                  |
| 7       | 2020  | 7     | 6                  |
| 8       | 2021  | 6     | 5                  |
| 9       | 2022  | 6     | 4                  |
| 10      | 2023  | 6     | 3                  |
| 11      | 2024  | 6     | 5                  |
| Summe   | Summe | 60    | 51                 |

### Staffel 1
In der ersten Staffel trennten sich drei der vier Paare während oder kurz nach der Sendung, das vierte Paar trennte sich nach vier Jahren Ehe.
| Paar    | Paar   | Status            |
| ------- | ------ | ----------------- |
| Bea     | Tim    | Später geschieden |
| Jana    | Rico   |                   |
| Tatjana | Dennis |                   |
| Steffi  | Pierre |                   |

### Staffel 2
Die Paare der zweiten Staffel trennten sich allesamt.
| Paar     | Paar   | Status |
| -------- | ------ | ------ |
| Michelle | Kalman |        |
| Vanessa  | David  |        |
| Jutta    | Marko  |        |
| Jasmin   | Peter  |        |

### Staffel 3
In der dritten Staffel ließen sich drei der vier Paare scheiden.
| Paar    | Paar      | Status                  |
| ------- | --------- | ----------------------- |
| Kathrin | Ingo      | Im Anschluss geschieden |
| Romy    | Rico      | Im Anschluss geschieden |
| Anja    | Sebastian | Im Anschluss geschieden |
| Ramona  | Stephan   | Verheiratet             |

### Staffel 4
Die vierte Staffel startet mit fünf statt bisher vier Paaren, davon blieb nur ein Paar zusammen.
| Paar      | Paar      | Status |
| --------- | --------- | ------ |
| Michelle  | Daniel    |        |
| Christina | Julian    |        |
| Karin     | Frank     |        |
| Jennifer  | Christian |        |
| Selina    | Steve     |        |

### Staffel 5
Die fünfte Staffel startete mit sechs Paaren, von denen zwei zusammen bleiben.
Von den insgesamt 28 Paaren aus den ersten fünf Staffeln waren im Sommer 2020 noch fünf zusammen.
| Paar    | Paar      | Status |
| ------- | --------- | ------ |
| Mariana | Raik      |        |
| Nane    | Damian    |        |
| Selina  | Aron      |        |
| Simone  | Guido     |        |
| Sandra  | Sebastian |        |
| Tamara  | Sascha    |        |

### Staffel 6
Von den sechs Paaren, die 2019 am Experiment teilnahmen, blieben vier verheiratet. Ein Jahr später waren diese vier Paare noch immer verheiratet.
2022 trennten sich aber weitere 3 Paare aus der sechsten Staffel.
| Paar      | Paar      | Status |
| --------- | --------- | ------ |
| Cindy     | Alexander |        |
| Melissa   | Philipp   |        |
| Nicole    | David     |        |
| Samantha  | Serkan    |        |
| Christina | Marcel    |        |
| Jessica   | Marc      |        |

### Staffel 7
Von den insgesamt fünf Paaren aus Staffel sieben ist nur ein Paar zusammen geblieben.
| Paar    | Paar    | Status                  |
| ------- | ------- | ----------------------- |
| Emily   | Robert  | Im Anschluss geschieden |
| Wiebke  | Norbert | Im Anschluss geschieden |
| Annika  | Manuel  | verheiratet             |
| Lisa    | Michael |                         |
| Daniela | Renè    | Im Anschluss geschieden |
| Ariane  | Martin  | Später geschieden       |
| Janina  | Dennis  | Später geschieden       |

### Staffel 8
Von den sechs Paaren aus Staffel acht ist die Hälfte zusammen geblieben, wobei sich beim Ende der Show allerdings erst ein Paar offiziell für die Scheidung entschieden hatte. Ob dies hinter den Kulissen bereits bekannt war, sorgte im Nachgang für Spekulationen.
| Paar    | Paar    | Status                  |
| ------- | ------- | ----------------------- |
| Simone  | Marcus  | Verheiratet             |
| Manuela | Ralf    | Später geschieden       |
| Anika   | David   | Später geschieden       |
| Lisa    | Mario   | Später geschieden       |
| Selina  | Michael | Später geschieden       |
| Juliana | Robert  | Im Anschluss geschieden |

### Staffel 9
Die neunte Staffel wurde 2022 ausgestrahlt und endete am 3. Oktober 2022.
| Paar      | Paar      | Status                  |
| --------- | --------- | ----------------------- |
| Jaqueline | Peter     | Verheiratet             |
| Michaela  | Oliver    | Verheiratet             |
| Kinga     | Morten    | Später geschieden       |
| Jana      | Markus    | Später geschieden       |
| Natascha  | Dennis    | Im Anschluss geschieden |
| Nadine    | Christoph | Im Anschluss geschieden |

### Staffel 10
| Paar      | Paar    | Status                  |
| --------- | ------- | ----------------------- |
| Alexandra | Heiko   | Verheiratet             |
| Yasemin   | Jochen  | Später geschieden       |
| Marina    | Robert  | Verheiratet             |
| Bianca    | Oliver  | Im Anschluss geschieden |
| Marina    | Kai     | Verheiratet             |
| Michaela  | Karsten | Im Anschluss geschieden |

### Staffel 11
Die elfte Staffel wurde 2024 ausgestrahlt und endete am 23. Dezember 2024
| Paar      | Paar      | Status                  |
| --------- | --------- | ----------------------- |
| Pia       | Toni      | Im Anschluss geschieden |
| Michelle  | Fabian    | Verheiratet             |
| Emma      | Christian | Später geschieden       |
| Desiree   | Marco     | Im Anschluss geschieden |
| Francisca | Kevin     | Im Anschluss geschieden |
| Jenny     | Martin    | Im Anschluss geschieden |

## Experten
Als Experten, die die Paare festlegten und während der Staffel begleiteten, wurden die Psychotherapeutin und Psychoanalytikerin Sandra Köhldorfer, der Diplom-Psychologe und Matching-Experte Markus Ernst und die systemische Paar- und Sexualtherapeutin Beate Quinn gezeigt. In der ersten Staffel waren Martin Dreyer als Seelsorger, Ingrid Strobel als Paartherapeutin und Analytikerin und der Innenarchitektur-Therapeut Uwe Linke dabei.

## Kritik
Eine ehemalige Teilnehmerin der Sendung berichtete 2017 in der Presse, dass sie sich von der Sendung öffentlich vorgeführt fühle und hierdurch erhebliche Belastungen für ihr Leben erleide. Von Anfang an sei ihr Ehepartner von der Redaktion gezielt so ausgewählt worden, dass es auf ein „Scheitern“ mit möglichst hohem Unterhaltungswert für das Publikum hinausgelaufen sei.
Der Erzbischof von Köln Rainer Maria Kardinal Woelki urteilte, die Show pervertiere die Ehe und ebenso die Liebe.

## Einschaltquoten
Die erste Staffel erzielte 13,3 % Marktanteil bei den 14- bis 49-Jährigen, der in der zweiten Staffel auf 10,8 % sank. Die dritte Staffel erzielte 11,9 % Marktanteil.